# Mancha Alviverde
O Grêmio Recreativo e Cultural Torcida Mancha Verde (ou apenas Mancha Verde) ainda conhecido por Mancha Verde é a maior torcida organizada do Palmeiras.
Foi fundada no dia 11 de janeiro de 1983, por integrantes da ex-torcida e atual entidade carnavalesca Mancha Verde. Seu símbolo é o personagem dos quadrinhos da Disney, Mancha Negra (na cor verde).
Nos jogos do Palmeiras, a Mancha Verde se posicionava na curva da ferradura, no setor azul, do antigo Estádio Palestra Itália, e agora no Allianz Parque fica no setor Gol Norte. No Estádio do Pacaembu, fica na arquibancada amarela. É, segundo estimativas, uma das maiores torcidas organizadas do Brasil, na atualidade com mais de 150 mil sócios.
Sua sede está localizada no bairro da Barra Funda, em São Paulo. Conta com uma loja no bairro das Perdizes, com todos os produtos oficiais da torcida.

## História

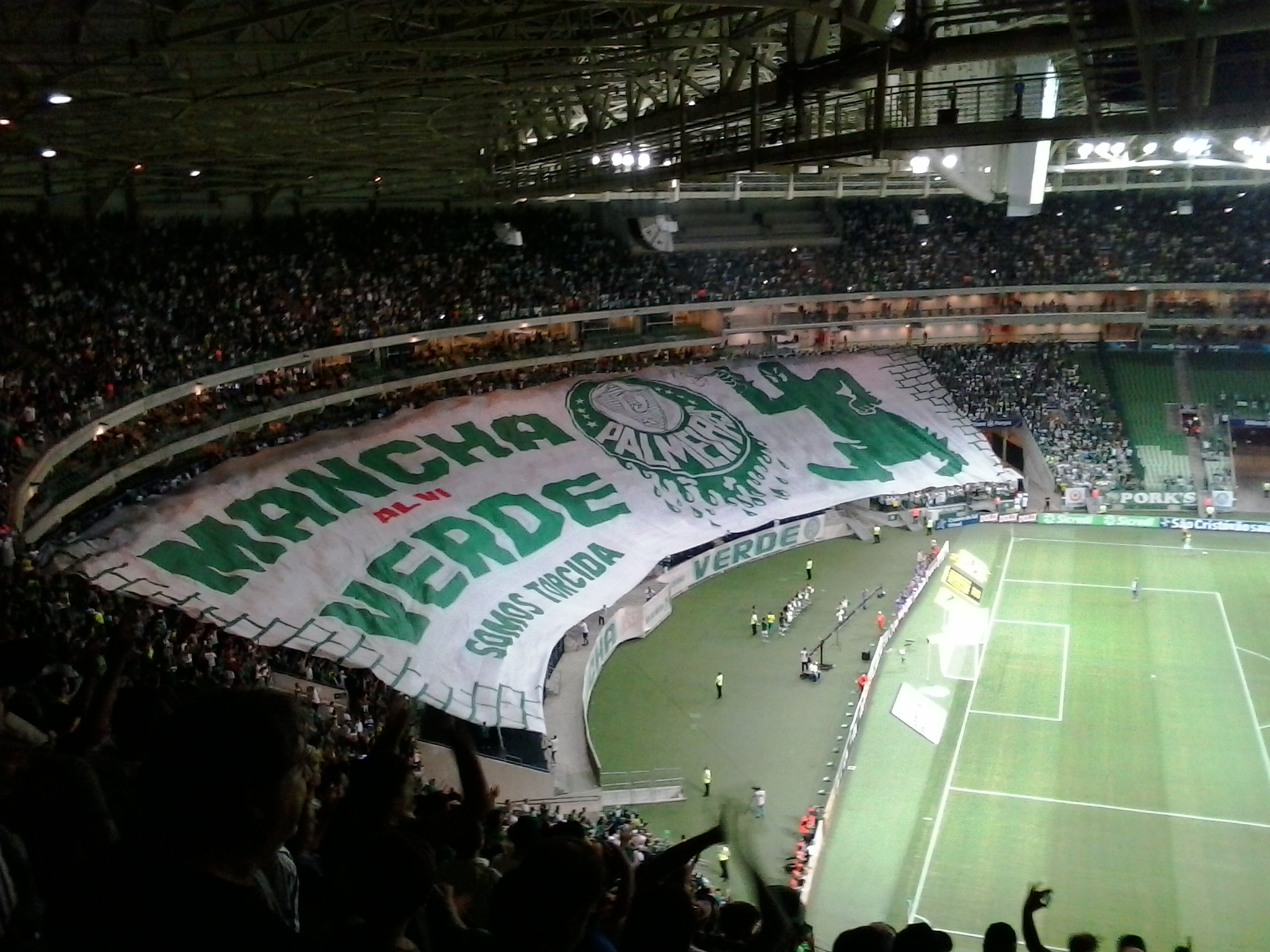
Bandeirão da Mancha Verde no Allianz Parque em 2018

### Fundação
A Mancha Verde foi fundada no dia 11 de janeiro de 1983, resultado da fusão de três antigas torcidas organizadas (Império Verde, Inferno Verde e Gremio Alviverde). Na época sentia-se a necessidade de se organizar uma nova e sólida representação para a torcida palmeirense nas arquibancadas.
O nome "Mancha Verde" é baseado em um dos vilões das revistas em quadrinhos Disney, Mancha Negra.
Um dos objetivos da então nova torcida era resgatar o respeito à torcida palmeirense, que entre o fim dos Anos 1970 e o início dos Anos 1980, era perseguida por torcidas de clubes rivais, que muitas vezes agrediam torcedores que não faziam parte de agremiações organizadas.

### Assassinato de fundador
Em 1988, a Mancha Verde sofreu um duro golpe com a morte de seu fundador e figura icônica da torcida. No dia 17 de outubro, Cleofas Sóstenes Dantas da Silva, popularmente conhecido como Cléo, foi assassinado a tiros, a poucos metros da sede da torcida organizada, na zona oeste da cidade de São Paulo. Foi um dos primeiros registros no Brasil de morte relacionada a líderes de torcida e o caso não foi solucionado até os dias de hoje.
A morte de Cléo é considerada um dos estopins para o acirramento da violência entre torcidas organizadas em São Paulo e no Brasil. Após o assassinato, a Mancha Verde chegou a ser considerada uma das agremiações mais violentes do País

### Crescimento da torcida

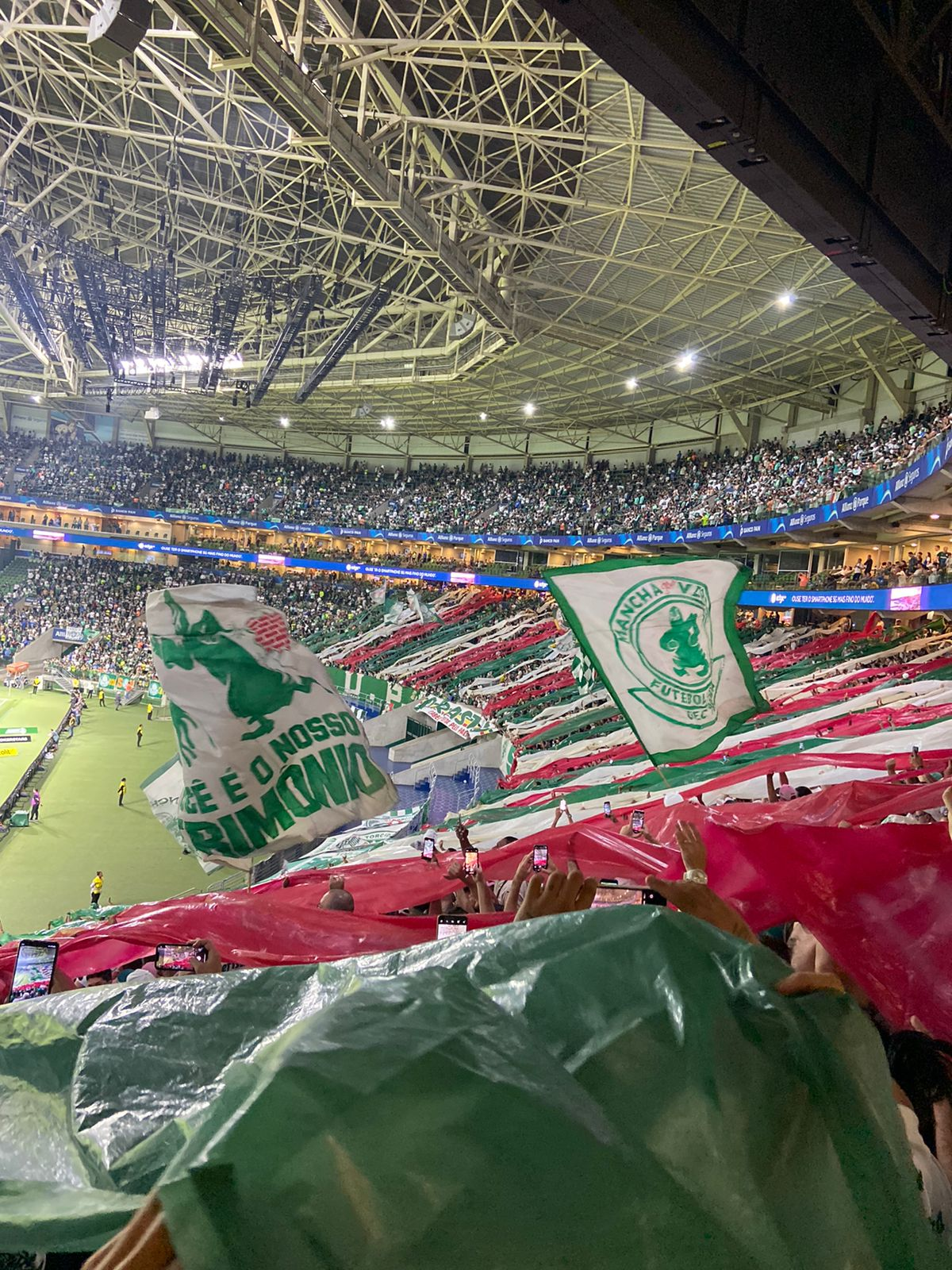
Festa da Mancha no Allianz Parque em 2022

Nos Anos 1990, mantendo uma tendência que já vinha desde sua fundação, a Mancha Verde teve grande crescimento entre seus associados e também como representatividade para o Palmeiras, transformando-se na maior organizada do clube. Dentro da própria torcida, a gestão do então presidente Paulo Serdan é apontada como uma das responsáveis pela expansão estrutural da Mancha Verde a partir daquele período.

### Extinção
A torcida Mancha Verde foi judicialmente extinta em 1995, após um conflito com a Torcida Independente , do São Paulo, durante partida da final da extinta Supercopa São Paulo de Juniores, no Estádio do Pacaembu. O episódio, que ficou conhecido como "Batalha Campal do Pacaembu", deixou um saldo de 110 feridos e um morto, o são-paulino Márcio Gasperin da Silva com apenas 16 anos de idade.  Três anos depois, o torcedor do Palmeiras, Adalberto Benedito dos Santos, foi condenado a doze anos de prisão.
Com a proibição da Federação Paulista de Futebol e do Ministério Público de entrar nos estádios, a Mancha Verde foi transformada em uma escola de samba, ainda no mesmo ano.

### Retorno com novo nome

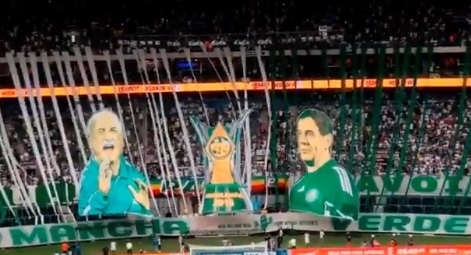
Mosaico realizado pela Mancha Verde no Allianz Parque na partida da entrega da taça do Campeonato Brasileiro de 2018

Em 1997, ex-integrantes da torcida resolveram criar uma nova entidade, com sede, estatuto e diretorias próprias, para que possíveis futuros problemas referentes à torcida não pudessem atrapalhar a trajetória da escola de samba. Surgia assim a Mancha Alviverde.
Atualmente, a Mancha conta mais de 150 mil sócios com diversas subsedes espalhadas pelo país e pelo mundo (inclusive há subsedes da Mancha Alviverde no Japão, Inglaterra, Espanha e Estados Unidos da América).

### Fim temporário
Em março de 2017, a agremiação anunciou o fim de suas atividades depois de 34 anos devido ao assassinato de um de seus fundadores históricos, Moacir Bianchi.
No entanto, dias depois, a mesma voltou atrás e afirmou que se tratava apenas de um processo de reestruturação e que a suspensão das atividades era em respeito ao período de luto.
Em 30 de outubro de 2024, a Federação Paulista de Futebol (FPF) proibiu a presença da Mancha Verde em estádios de futebol no estado de São Paulo. A decisão ocorreu após o Ministério Público (MP) pedir à Justiça as prisões temporárias de seis torcedores da torcida do Palmeiras, investigados por suspeita de envolvimento na emboscada aos torcedores da torcida do Cruzeiro, que causou um torcedor morto e outros 17 feridos no dia 27 do mesmo mês. Em dezembro do mesmo ano, a Justiça de São Paulo aceitou a denúncia do Ministério Público (MP) e converteu os mandados de prisões temporárias de 16 torcedores presos e quatro outros procurados, ambos da Mancha Verde em prisões preventivas, sem prazo para terminar.

## Torcidas aliadas (União Dedo Pro Alto)

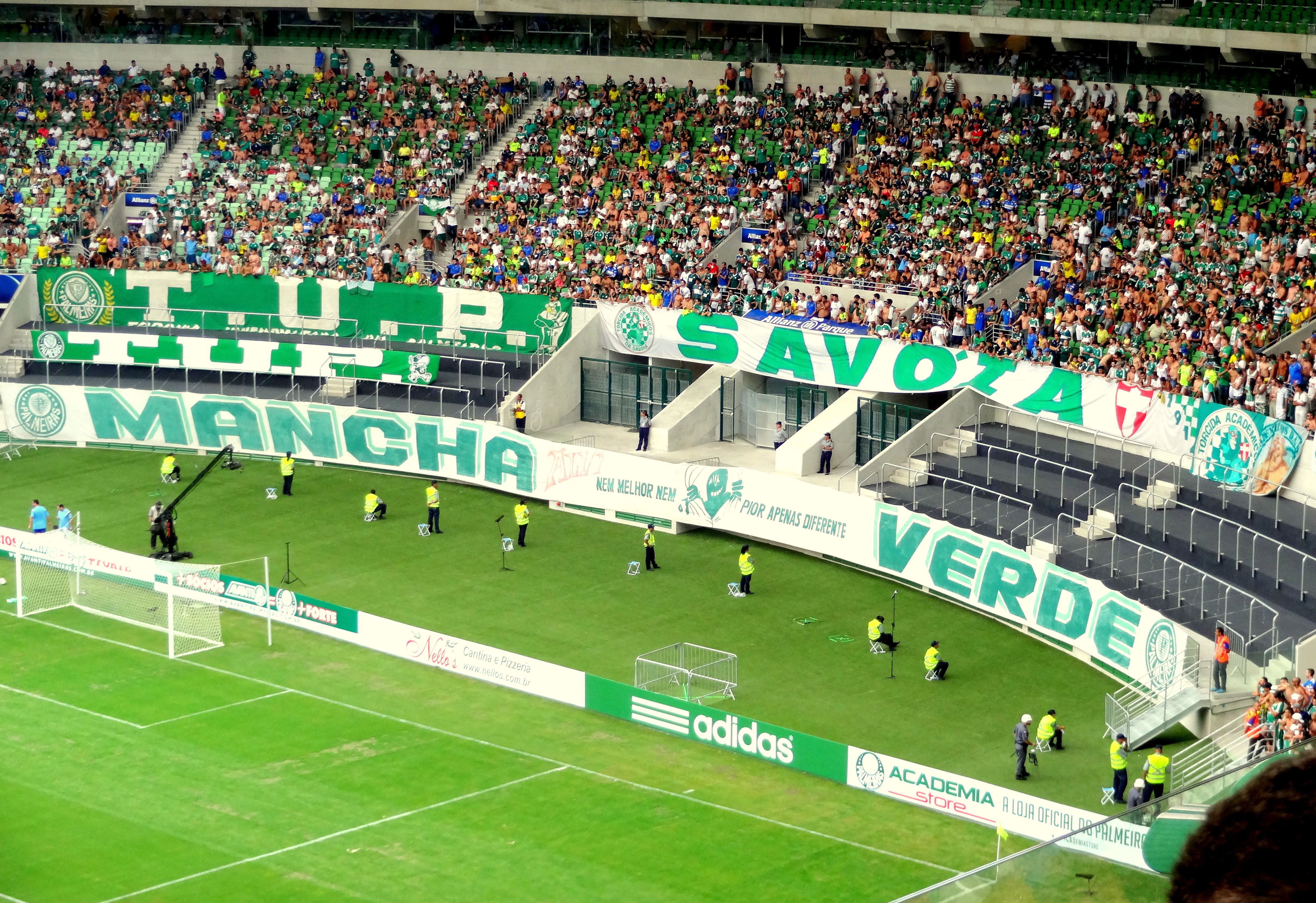
Faixa da Mancha Verde estendida no setor Gol Norte do Allianz Parque

- Força Jovem e Ira Jovem do Vasco da Gama
- Força Jovem do Goiás
- Galoucura do Atlético Mineiro
- Bamor do Esporte Clube Bahia
- Cearamor do Ceará Sporting Club
- Torcida Jovem do Grêmio e Geral do Grêmio do Grêmio Foot-Ball Porto Alegrense
- Inferno Coral do Santa Cruz
- Torcida Terror Bicolor do Paysandu

## As maiores rivais
- Gaviões da Fiel do Corinthians

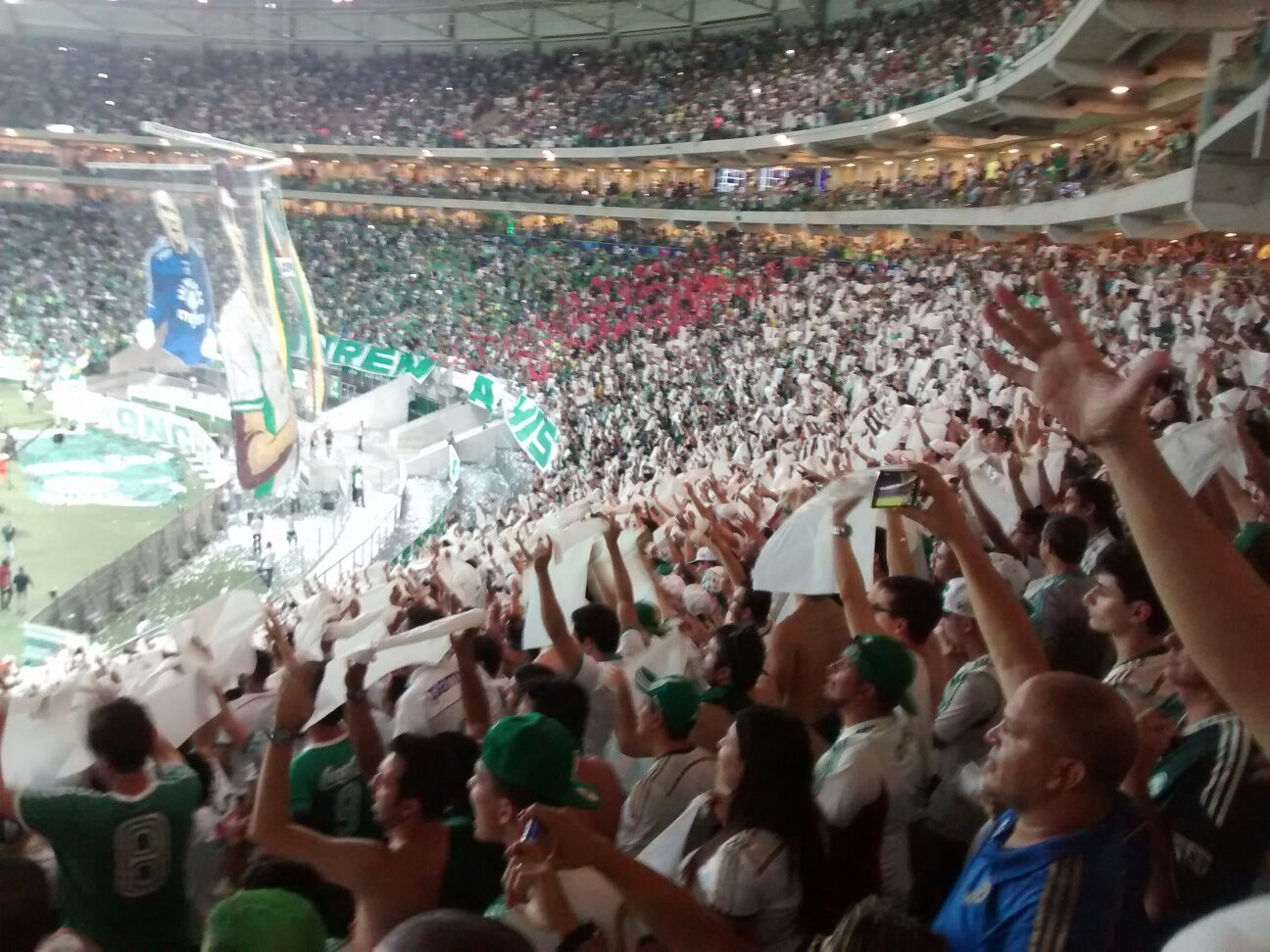
Mancha Verde na final da Copa do Brasil de 2015 no Allianz Parque

- Torcida Tricolor Independente do São Paulo
- Torcida Jovem do Santos
- Pavilhão Nove do Corinthians
- Torcida Pavilhão Independente do Cruzeiro
- Máfia Azul do Cruzeiro
- Raça Rubro-Negra do Flamengo
- Torcida Jovem do Flamengo
- Young Flu do Fluminense
- Torcida Furia Jovem do Botafogo
- Camisa 12 do Inter
- Os Imbatíveis do Vitória
- Torcida Jovem do Sport do Sport Recife[16]
- Os Fanáticos do Athletico Paranaense

## Subsedes
- Mancha Alviverde (Itapeva - SP)[17]
- Mancha Alviverde (Americana-SP)[17]
- Mancha Alviverde (Vitória-ES)[17]

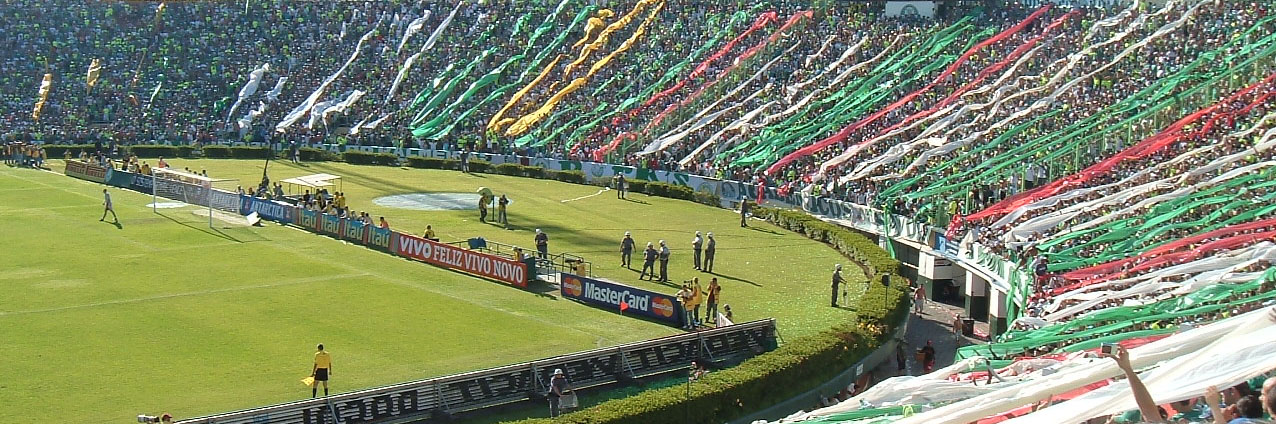
Mancha Verde no Estádio Palestra Itália em 2007

- Movimento Mancha Verde (Itapetininga-SP)[17]
- Mancha Alviverde (Curitiba-PR)[17]
- Mancha Alviverde (Paranaguá-PR)[17]
- Mancha Alviverde (Região Bragantina)[17]
- Mancha Alviverde (Birigui-SP)[17]
- Mancha Alviverde (Londrina-PR)[17]
- Movimento Mancha Verde (Itararé-SP)[17]
- Mancha Alviverde (Araçatuba-SP)[17]
- Mancha Alviverde (Recife-PE)[17]
- Mancha Alviverde (Cuiabá-MT)[17]
- Mancha Alviverde (Botucatu-SP)[17]
- Mancha Alviverde (Campinas-SP)[17]
- Mancha Alviverde (Goiânia-GO)[17]
- Mancha Alviverde (Maceió-AL)[17]
- Mancha Alviverde (Ponta Grossa-PR)[17]
- Mancha Alviverde (Campo Grande-MS)[17]
- Mancha Alviverde (São José do Rio Preto-SP)[17]
- Mancha Alviverde (Montes Claros-MG)[17]
- Mancha Alviverde (São João Da Boa Vista-SP)[17]
- Mancha Alviverde (Amparo-SP)[17]
- Mancha Alviverde (Sorocaba-SP)[17]
- Mancha Alviverde (Araraquara-SP)[17]
- Mancha Alviverde (Bauru-SP)[17]
- Mancha Alviverde (Belém-PA)[17]
- Mancha Alviverde (Brasília-DF)[17]
- Mancha Alviverde (Lençóis Pta-SP)[17]
- Mancha Alviverde (Worcester-MA/Estados Unidos)[17]
- Mancha Alviverde (Franca - SP)[17]
- Mancha Alviverde (Fortaleza-CE)[17]
- Mancha Alviverde (Itu-SP)[17]
- Mancha Alviverde (Jales-SP)[17]
- Mancha Alviverde (João Pessoa-PB)[17]
- Mancha Alviverde (Jundiaí-SP)[17]
- Mancha Alviverde (Leme-SP)[17]
- Mancha Alviverde (Londres-Inglaterra)[17]
- Mancha Alviverde (Marília-SP)[17]
- Mancha Alviverde (Mogi-Guaçu-SP)[17]
- Mancha Alviverde (Natal-RN)[17]
- Mancha Alviverde (Piauí-PI)[17]
- Mancha Alviverde (City Maruhira-Japão)[17]
- Mancha Alviverde (São José dos Campos-SP)[17]
- Mancha Alviverde (Presidente Prudente-SP)[17]
- Mancha Alviverde (Ribeirão Preto-SP)[17]
- Mancha Alviverde (Rio Claro-SP)[17]
- Mancha Alviverde (Ubatuba-SP)[17]
- Mancha Alviverde (Manaus-AM)[17]
- Mancha Alviverde (Salvador-BA)[17]
- Mancha Alviverde (Aracaju-SE)[17]
- Mancha Alviverde (Serra-SE)[17]
- Mancha Alviverde (Maranhão-MA)[17]
- Mancha Alviverde (Uberaba-MG)[17]
- Mancha Alviverde (Uberlândia-MG)[17]
- Mancha Alviverde (Catanduva-SP)[17]
- Mancha Alviverde (Santo Antonio do Pinhal-SP)[17]
- Mancha Alviverde Movimento Santa Catarina[17]
- Mancha Alviverde (Jaú-SP)[17]
- Mancha Alviverde Baixada (Praia Grande-SP)[17]
- Mancha Alviverde (Macapá-AP) [17]
- Mancha Alviverde (Vargem Grande do Sul)[17]
- Mancha Alviverde Vale do Paraíba (Taubaté-SP)[17]

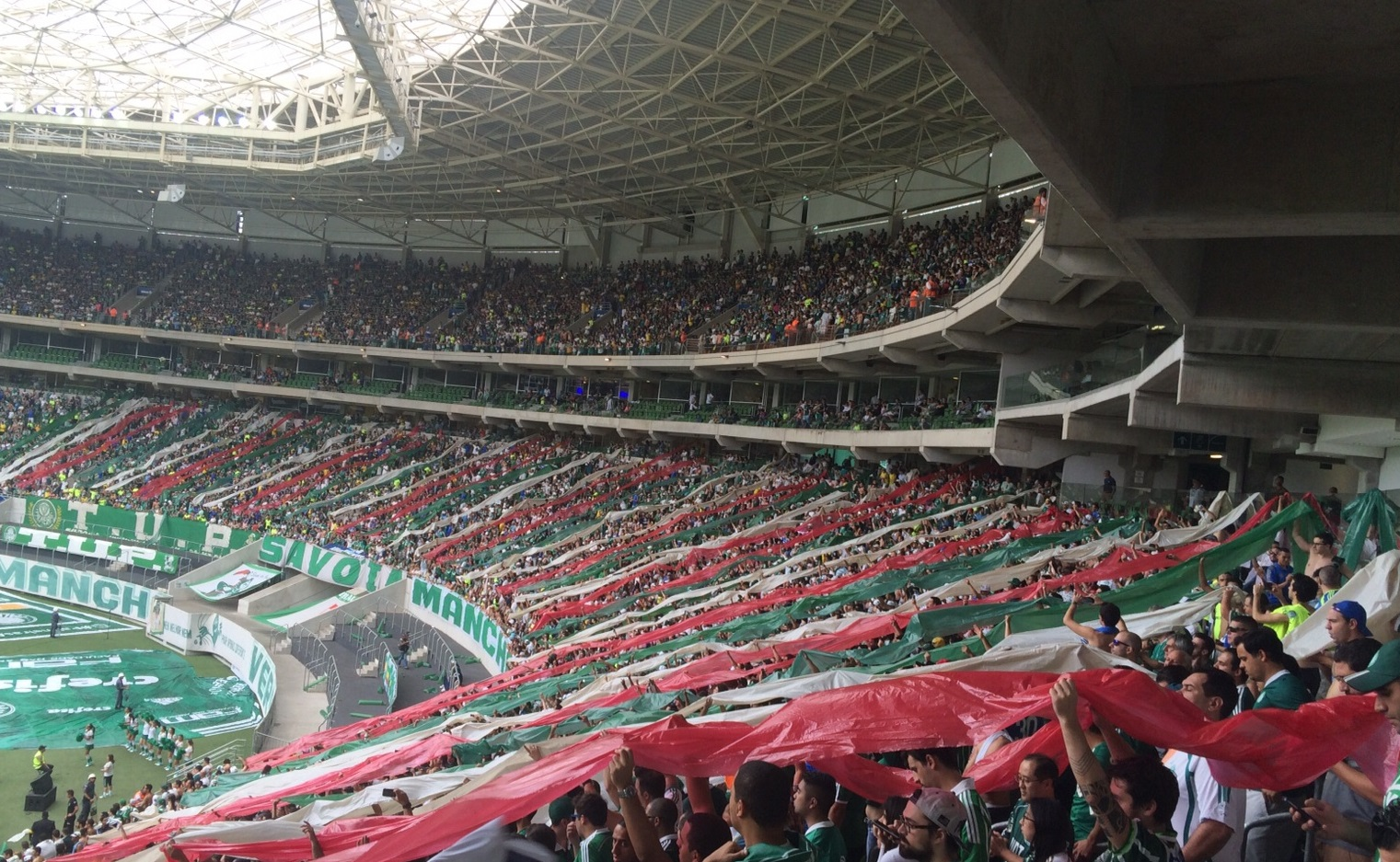
Mancha Verde com faixas durante jogo contra o Flamengo em agosto de 2015 no Allianz Parque

- Mancha Alviverde (Porto Velho-RO)[18]

## Presidentes
- Dorival Menezes (1983/84)[19]
- Nelson Ferraz da Silva Barros (1985/86)[19]
- Cléo Sóstenes Dantas Silva (1987/88)[19]
- Moacir Bianchi (1989/90)[19]
- Ricardo Raphael Rodrigues (1991/92)[19]
- Paulo Serdan (1993 a 1996)[19]
- Fernando Cesar Fagiani (1997)[19][20]
- Robertinho (1998 a 2000)[19]
- Jânio (2001 a 2004)[19]
- Angelo (2004)[19]
- Luizinho (2005)[19]
- Jânio (2006 a 2008)[19]
- André Guerra (2008 a 2012)[19]
- Marcos Ferreira (2012 a 2015)[19]
- Nando Nigro (2015 - 2017)[19]
- André Guerra (2017 - 2021)[19]
- Jorge Luis (2021 - 2024)[21]
- Conselho Administrativo da Mancha (temporariamente até junho/2025)[22]